# Агнесса из Монтепульчано
Агнесса из Монтепульчано (итал. Agnese di Montepulciano, настоящее имя Агнесса Сеньи итал. Agnese Segni; 28 января 1268, Монтепульчано, Папская область — 20 апреля 1317, Монтепульчано, Папская область) — католическая святая, доминиканская монахиня.

## Биография

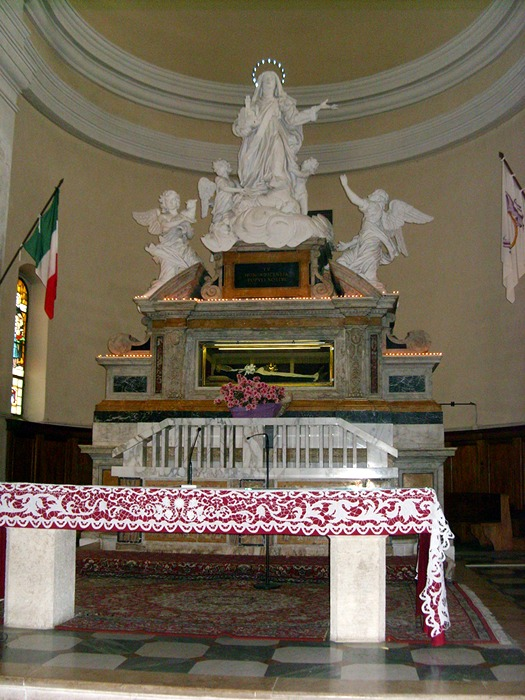
Саркофаг с мощами св. Агнессы

В возрасте девяти лет она поступила в доминиканский монастырь. С отроческих лет приобрела репутацию святой, в необычайно юном 15-летнем возрасте стала приорессой монастыря в Прочено. Согласно её житию она вела крайне аскетическую жизнь — питалась только хлебом и водой и спала на земле с камнем вместо подушки.
По просьбе граждан родного Монтепульчано основала там в 1298 году доминиканский монастырь, который возглавляла до смерти. В 1306 году была инициатором возведения церкви, которая в настоящее время известна как церковь св. Ангессы (it:Chiesa di Sant'Agnese (Montepulciano)). Пользуясь авторитетом святой, неоднократно исполняла роль миротворца в городе и улаживала споры между дворянскими семьями.
Согласно преданиям, имела видения Девы Марии и ангела, дающего причастие. После смерти её могила на монастырском кладбище прославилась чудесами. Позднее её тело было перенесено в церковь св. Агнессы, тело при переносе обнаружено нетленным.

## Прославление
Канонизирована папой Бенедиктом XIII в 1726 году. Ее память в Католической церкви отмечается 20 апреля. Считается покровителем Монтепульчано и Прочено. Её первая биография была написана блаженным Раймондом Капуанским.